# ザ・ロープ

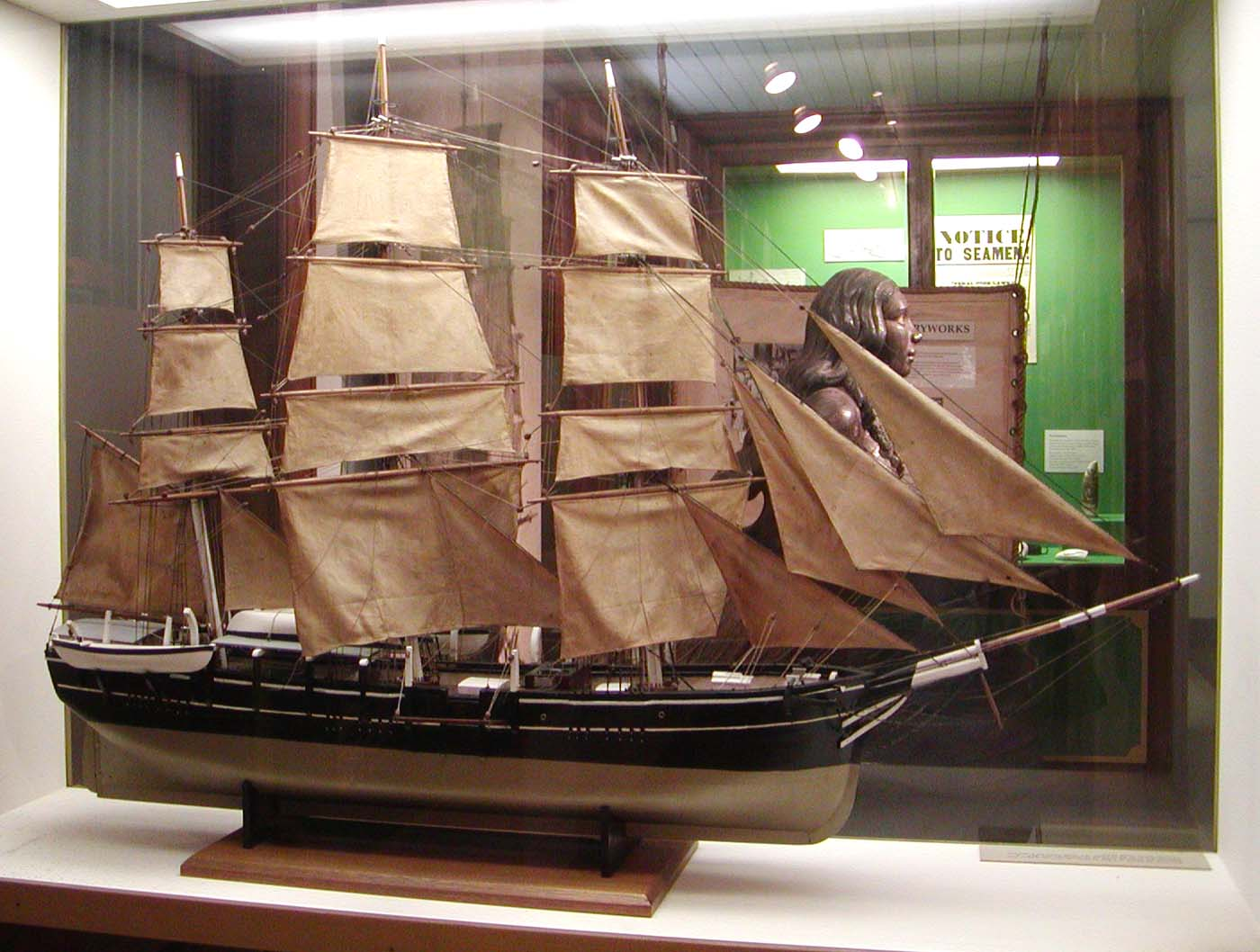
帆船模型の一例

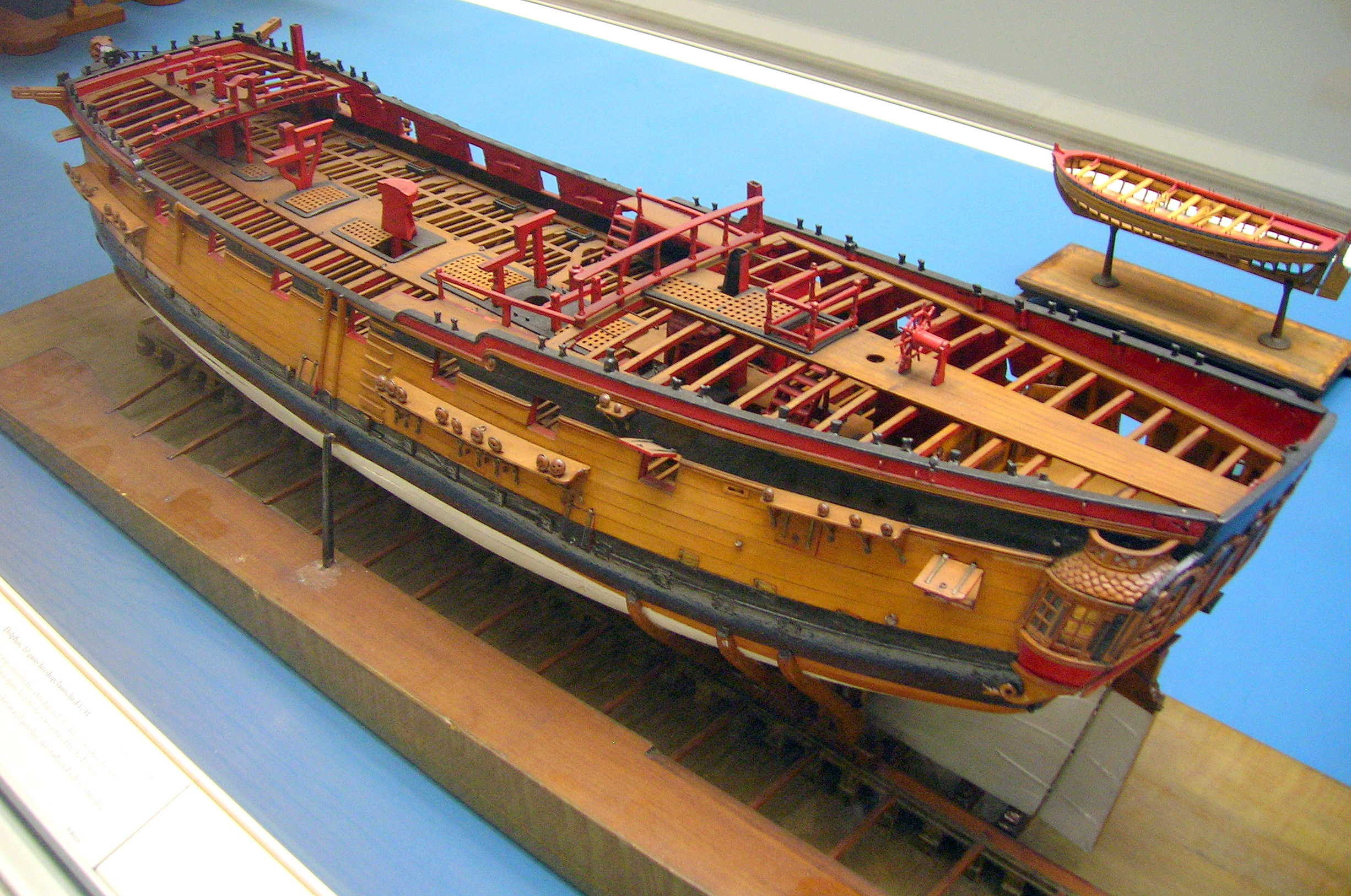
帆船模型の一例

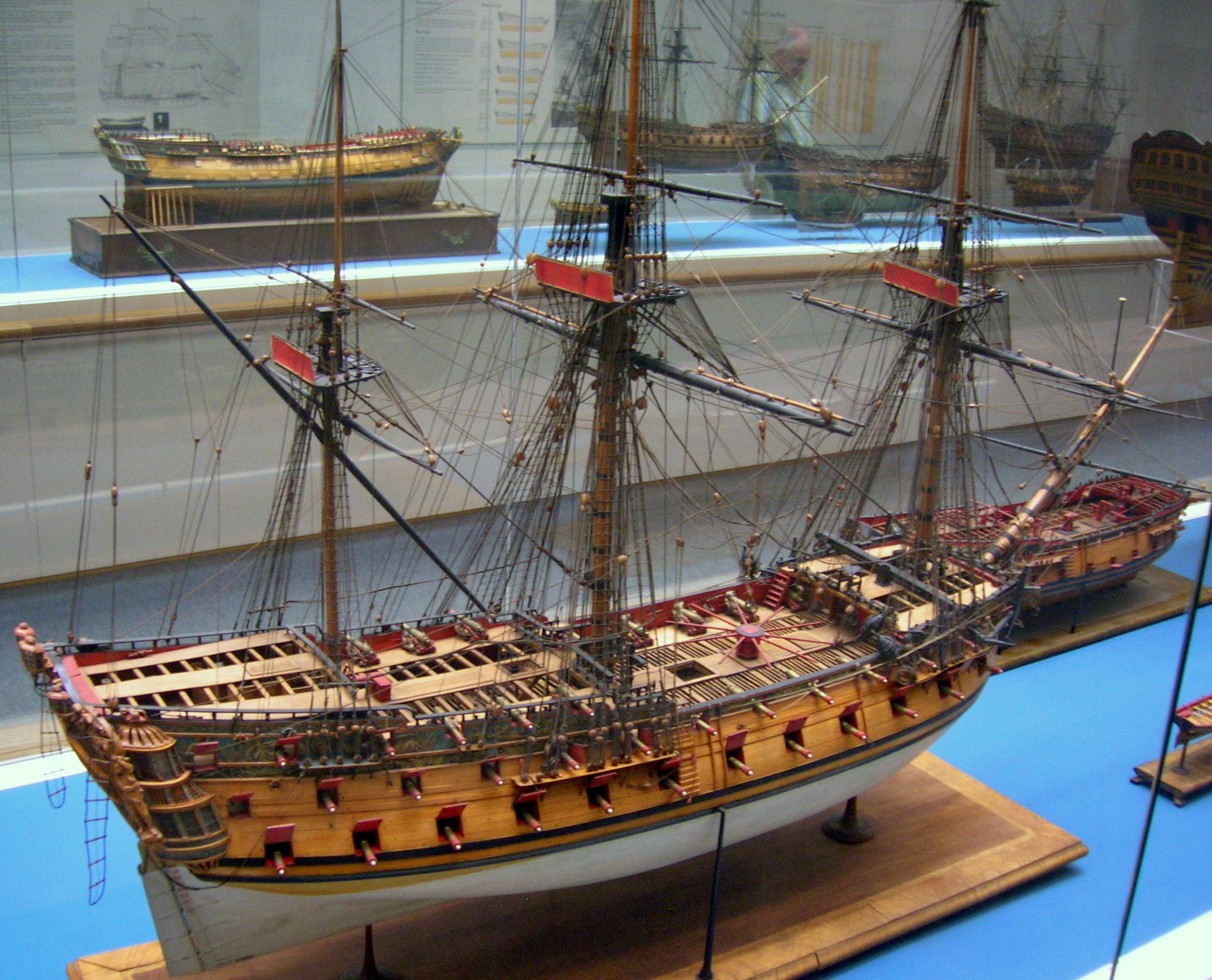
帆船模型

ザ・ロープ とは、帆船模型の同好会である。

## 沿革
1975年の春、東京都銀座の「伊東屋」の帆船模型売場で出会った2人の男性によって提案され、7人のメンバーが集まり設立された。1975年10月3日に正式に発足した。
「ザ・ロープ」は「木材を主材とした帆船模型の製作を趣味とする会員の集まりであり、会員相互の知識を深め、技能の向上と親睦を図る」ことを目的とされている。
毎年、1月に銀座の伊東屋で展示会が開催されている。また、お台場の船の科学館内に常設の展示場がある。
他の地域にもザ・ロープ名古屋、ザ・ロープ大阪、ザ・ロープ徳島、ザ・ロープ広島、ザ・ロープ九州、ザ・ロープ伊豆等があり、それぞれ独立して運営されている。